# NGC 1217/1
NGC 1217/1 је спирална галаксија у сазвежђу Пећ која се налази на NGC листи објеката дубоког неба.
Деклинација објекта је - 39° 2' 9" а ректасцензија 3h 6m 6,0s. Привидна величина (магнитуда) објекта NGC 1217 износи 12,4 а фотографска магнитуда 13,3. NGC 12171 је још познат и под ознакама ESO 300-10, MCG -7-7-3, AM 0304-391, IRAS 03041-3913, PGC 11641.